# ティンプー県
ティンプー県 (ティンプーけん、ゾンカ語:  ཐིམ་ཕུ་རྫོང་ཁག་; ワイリー方式: Thim-phu rdzong-khag)とは、ブータンの県の一つ。県北部はジグメ・ドルジ国立公園に指定されている。中心地はブータンの首都でもあるティンプー。県ではブータンの公用語であるゾンカ語が話されているが、首都のティンプーではブータンのさまざまな言語が用いられている。

## 基礎自治体
県都のティンプーと以下8つのゲオクから構成される。
- チャン村（英語版）
- ダガラ村（英語版）
- ジェニエイ村（英語版）
- カワン村（英語版）
- リングジ村（英語版）
- メワン村（英語版）
- ナロ村（英語版）
- ソエ村（英語版）

## ギャラリー

ティンプー県
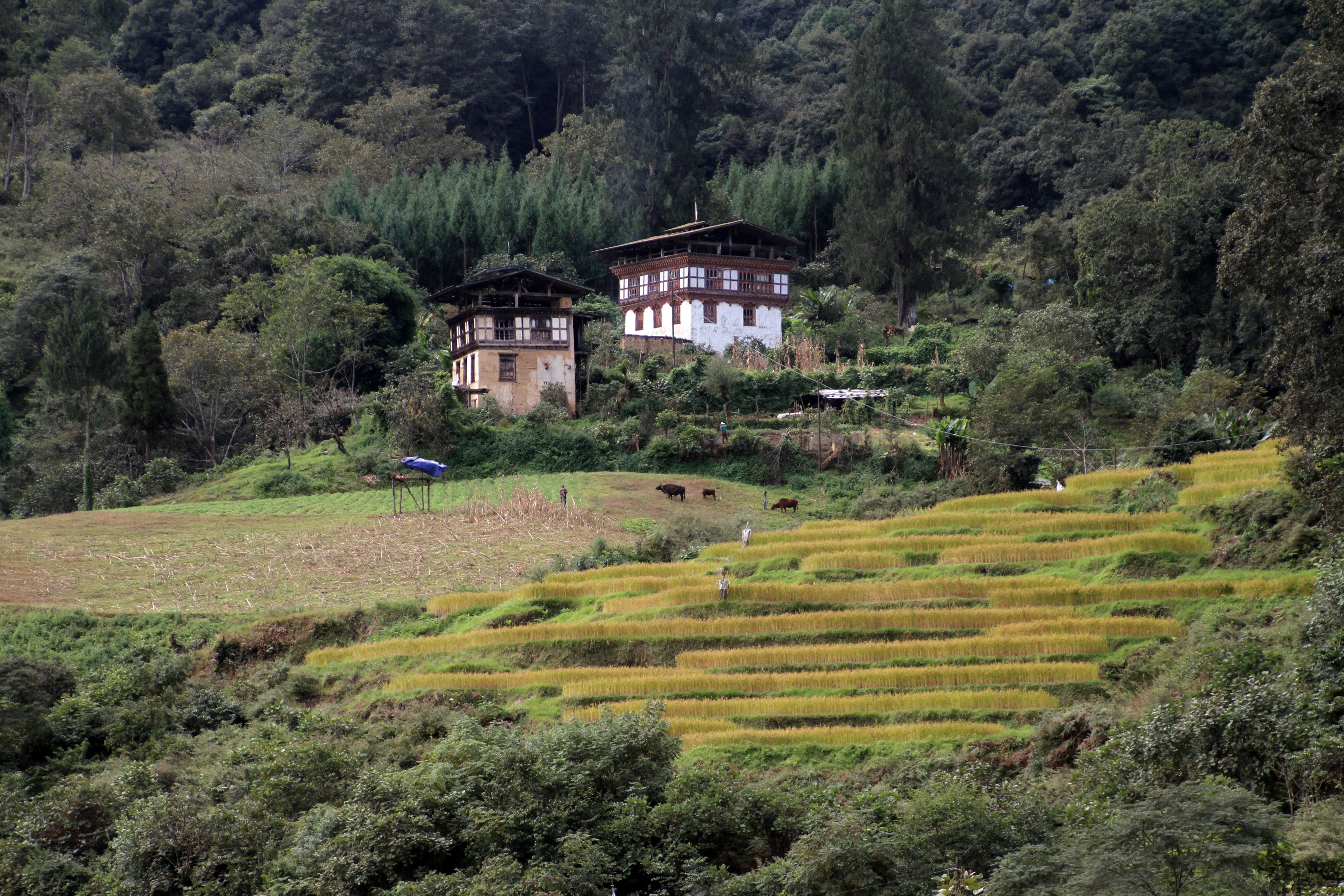
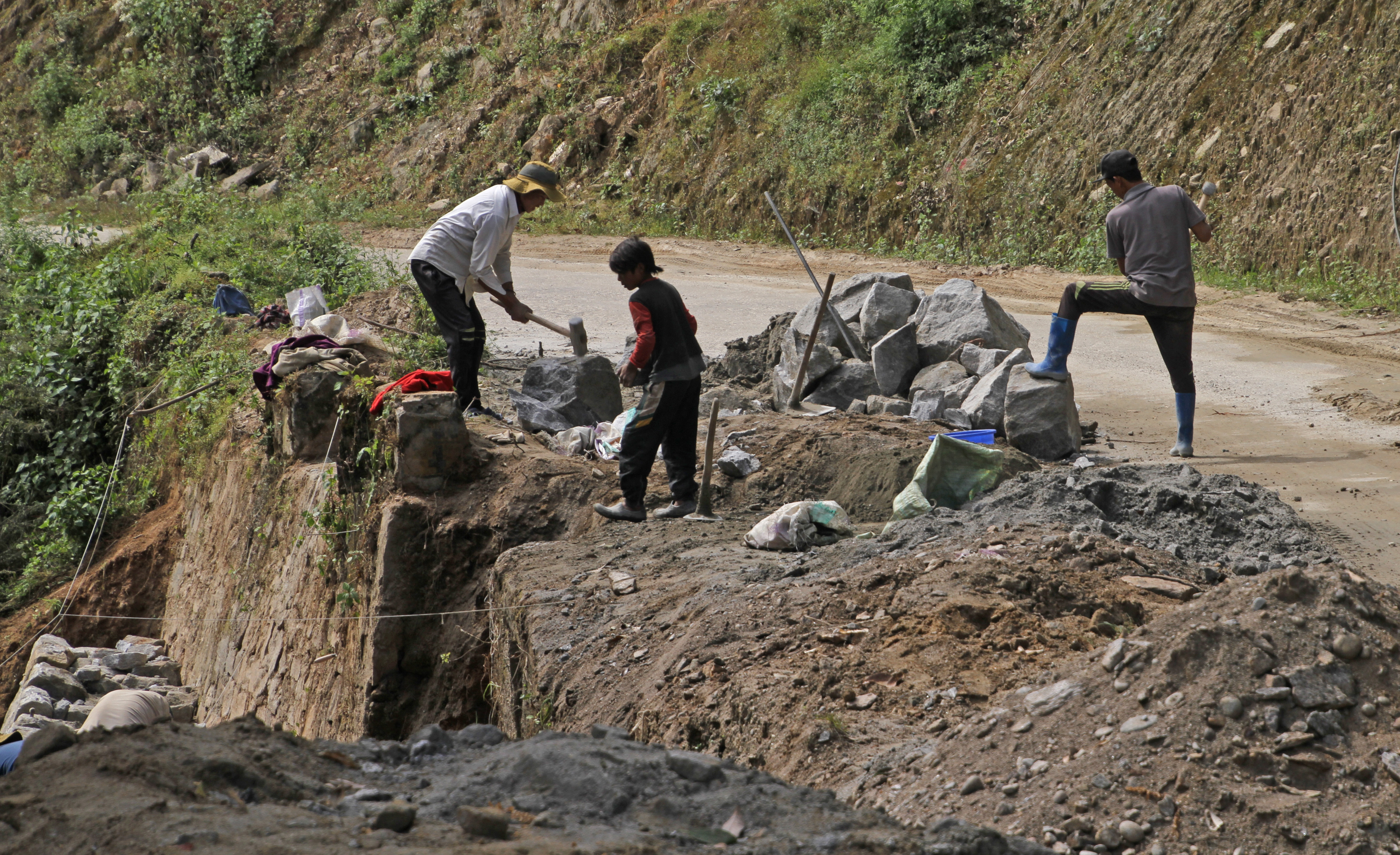
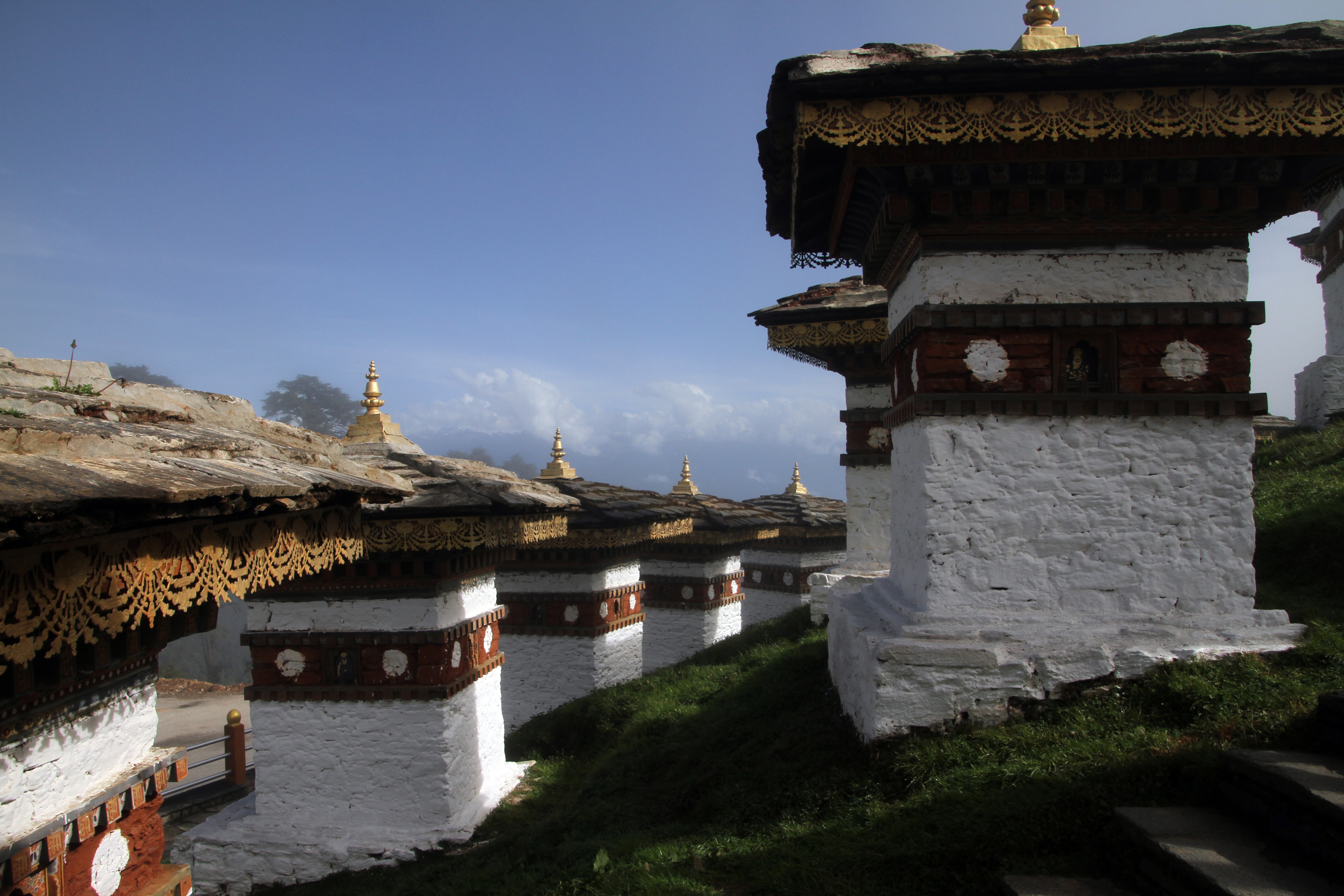
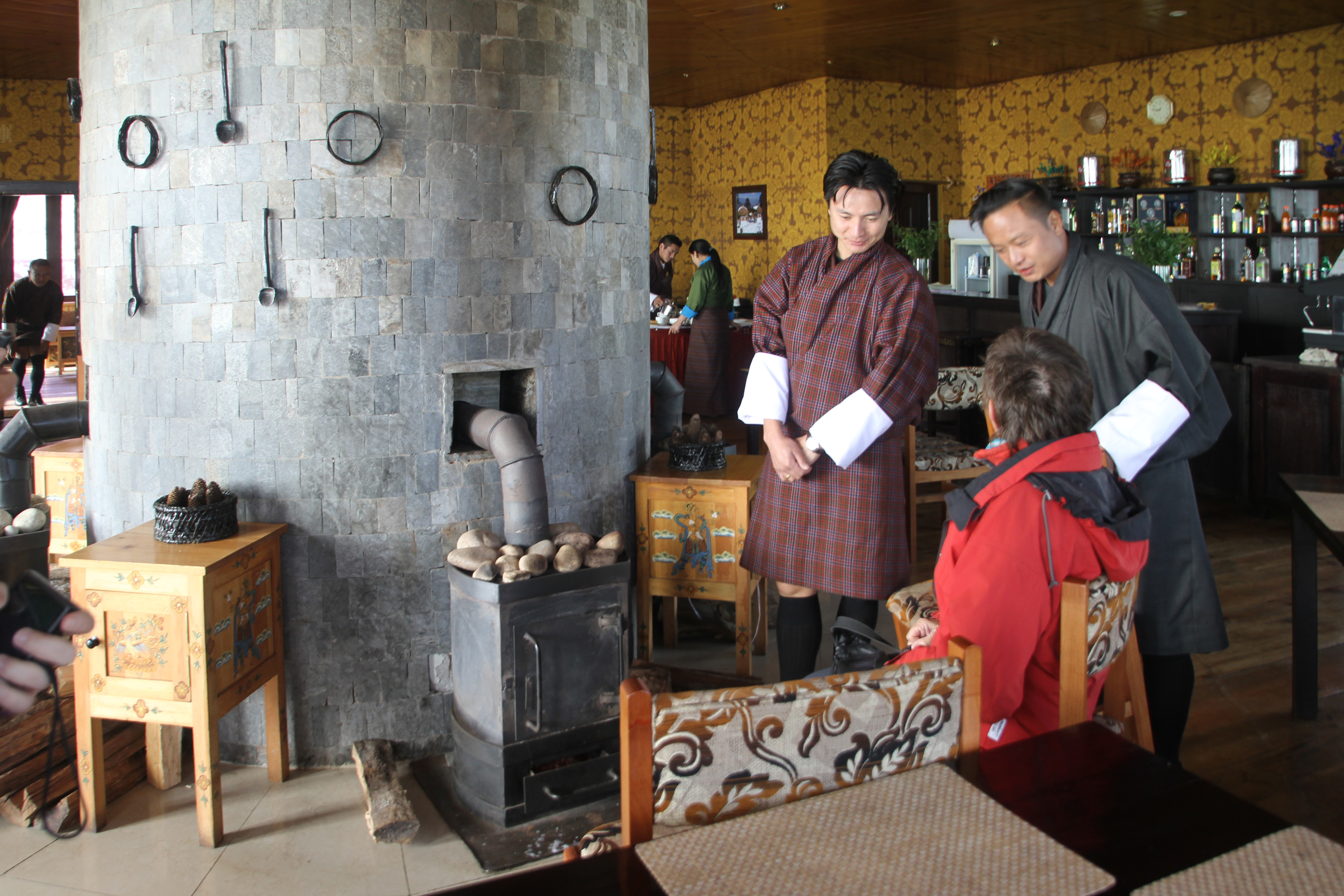
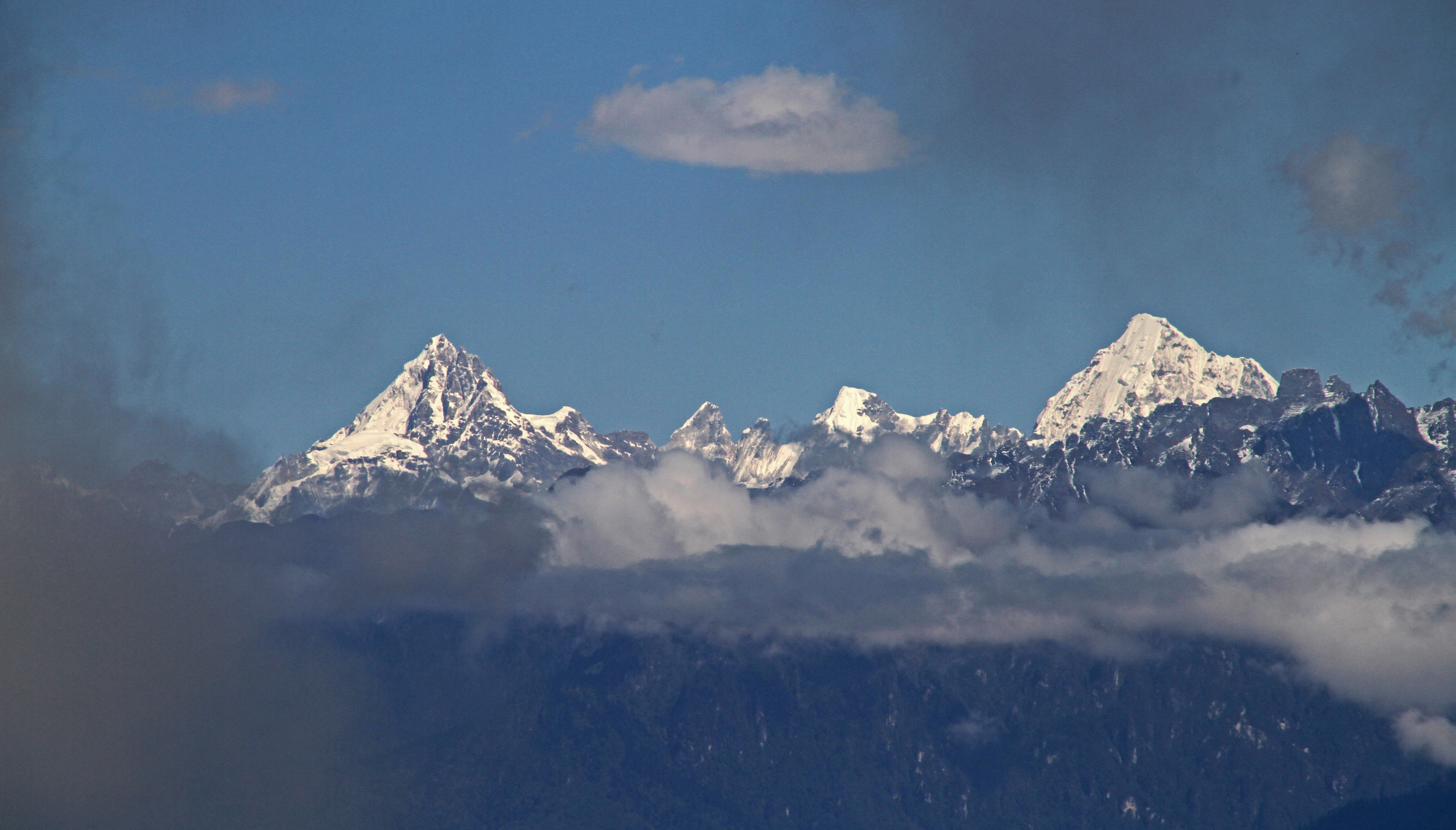